# Зяглуд-Какся
Зяглуд-Какся (удм. Ӟозлуд-Какся) — деревня в Вавожском муниципальном округе Удмуртской Республики  Российской Федерации.

## География
Располагается в западной части республики,  в 13 км северо-восточнее Вавожа.

## История
Известна с 1760—1780 годов как починок Зозлуд-Какся переселившихся жителей из деревни Муки-Какся современного Сюмсинского района. В 2013 году жители деревни отпраздновали 250-летний юбилей.
До 9 мая 2021 года входила в состав муниципального образования Гурезь-Пудгинское сельское поселение, упразднённое  в связи с преобразованием муниципального района в муниципальный округ согласно Закону Удмуртской Республики от 26 апреля 2021 года № 30-РЗ к  .

## Население
| 2010 | 2012 |
| ---- | ---- |
| 311  | →311 |

## Инфраструктура
Личное подсобное хозяйство с зоной сельскохозяйственного использования, индивидуальная застройка усадебного типа.
Действуют Каменноключинская основная общеобразовательная школа, детский сад, фельдшерско-акушерский пункт и сельский клуб.

## Транспорт
Автобусное сообщение с райцентром. Остановка общественного транспорта «Зяглуд-Какся». 